# 布雷利迪
布雷利迪（法語：Brélidy，法語發音：[bʁelidi]）是法国阿摩尔滨海省的一个市镇，位于该省西北部，属于甘冈区。

## 地理
布雷利迪（48°39'34"N, 3°13'5"W）面积8.14 平方千米，位于法国布列塔尼大區阿摩尔滨海省，该省份为法国西北部沿海省份，位于布列塔尼半岛北部，北濒大西洋英吉利海峡，西接菲尼斯泰尔省，南至莫尔比昂省，东临伊勒-维莱讷省。
与布雷利迪接壤的市镇（或旧市镇、城区）包括：贝加尔、科阿塔斯科恩、朗德贝龙、普卢埃克迪特里约、吕南、圣洛朗。

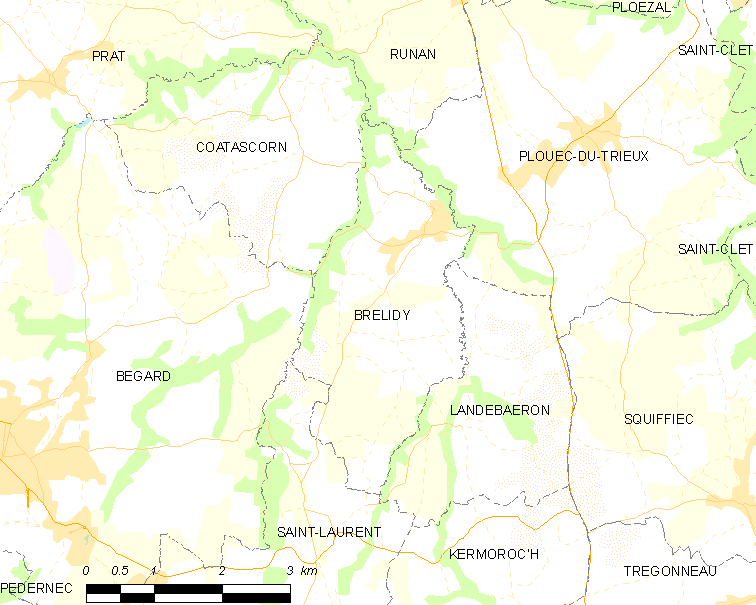
布雷利迪的OSM定位图

布雷利迪的时区为UTC+01:00、UTC+02:00（夏令时）。

## 行政
布雷利迪的邮政编码为22140，INSEE市镇编码为22018。

## 政治
布雷利迪所属的省级选区为贝加尔县。

## 人口

1962-2008年间布雷利迪人口变化图示

布雷利迪于2022年1月1日时的人口数量为316人。